# Larino
Larino es una comuna italiana situada en la provincia de Campobasso, en la región de Molise, en la mitad sur de la península italiana. La ciudad se encuentra en el valle del río Biferno.

## Historia
Los primeros habitantes de la zona fueron los samnitas y los frentanos y posteriormente la ciudad cayó en manos de los oscos. En el año 217 a. C., se produjo un enfrentamiento entre los romanos y los cartagineses mandados por Aníbal, que fue derrotado. Posteriormente la ciudad fue incorporada al Imperio romano como municipium y añadida a la Secunda Regio (Apulia).
La ciudad moderna fue construida en 1300 después de que el asentamiento original, a un kilómetro y medio de distancia, fuera destruido por un terremoto y haber sido saqueada repetidamente por los sarracenos. La antigua ciudad romana de Larinum, sobre la que creció Larino, estaba situada en el principal camino al sureste de la península italiana, que empezaba en la costa en Histonium (Vasto) y se dirigía desde Larinum a Sipontum. En Larinum surgía un camino secundario hacia Bovianum Vetus.
En 1656, una epidemia de peste acabó con la vida de miles de los habitantes de la ciudad, que estuvo a punto de desaparecer. Los 373 supervivientes estaban dispuestos a abandonar la población, pero los esfuerzos del obispo Giuseppe Catalano consiguieron convencerlos para que permanecieran en la ciudad que logró recuperarse.
La ciudad es la cuna de tres santos: Primiano, Firmiano y Casto, aunque el santo más venerado en la población y su patrón es san Pardo, originario de Grecia. Cluentius, un cliente de Cicerón, quien envió un discurso en su favor, también era natural de Larinum. Una trascripción del juicio, Pro Cluentio, ofrece una vista de la vida de la ciudad seis décadas antes del nacimiento de Cristo. Julio César escribió sobre la ciudad en su relato de la guerra Social o guerra de los Aliados. También aparece en la novela "La San-Felice", en la que describe las fiestas de san Pardo.
Durante la Segunda Guerra Mundial la radio informó de que la ciudad había sido totalmente destruida en un bombardeo. Sin embargo, y a pesar de que las tropas alemanas y aliadas se encontraban en las inmediaciones de la ciudad, la ciudad no fue destruida.

## Patrimonio

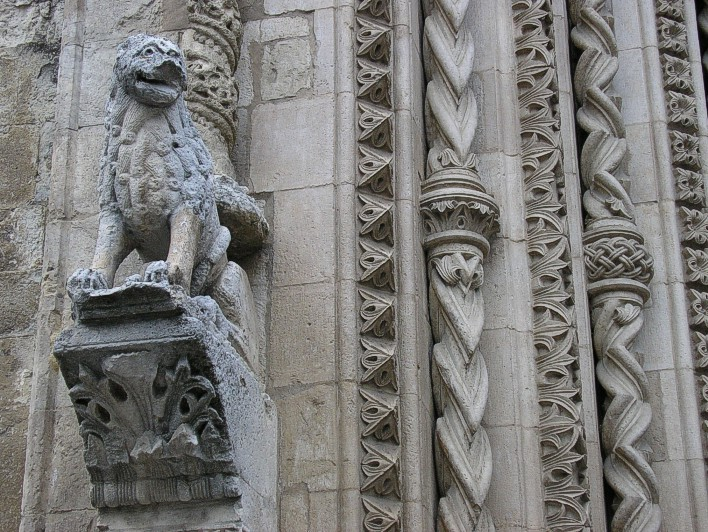
Detalle de la catedral de San Pardo.

La ciudad antigua conserva importantes monumentos, como una fuente y el Duomo o catedral de San Pardo, al que el papa Pío XI otorgó el rango de basílica menor en 1928; el templo es considerado uno de los mejores ejemplos de la arquitectura gótica italiana. Fue construida en los siglos X y XI e inaugurada en 1319. Se ha remodelado en numerosas ocasiones; en 1451 se la añadió un arco gótico, en 1523 un campanario y en el siglo XVIII se remodeló su interior. Ha sido declarada patrimonio nacional por su fachada gótica y su rosetón, así como por su interior, que guarda importantes obras como el busto de plata de San Pardo. Otras iglesias de la ciudad son la de San Francesco, de Santo Stefano y de Santa Maria della Pietà.
La torre Galuppi, justo enfrente de la catedral, ha sido reforzada mediante planchas metálicas. La torre, que formaba parte de las construcciones defensivas de la ciudad, fue el campanario de un antiguo convento.
El antiguo Palazzo Ducale (Palacio Ducal), probablemente un antiguo castillo normando, dejó de ser el ayuntamiento para convertirse en una prisión. El palacio ha sido repintado. Los muros exteriores alternan el gris blanquecino con el negro. Las piedras de las ventanas de los pisos superiores son de un color roja y crema y el nivel superior es de color amarillo. El edificio fue convertido en un hotel, el Albergo Moderno, pero fue abandonado.
En Larino hay numerosos restos arqueológicos romanos como un anfiteatro y el foro de la antigua Larinum.

## Demografía
| Gráfica de evolución demográfica de Larino entre 1861 y 2006 |
|                                                              |
| Fuente ISTAT - elaboración gráfica de Wikipedia              |